# 马窖街道
马窖街道，是中华人民共和国广东省汕头市濠江区下辖的一个乡镇级行政单位。

## 行政区划
马窖街道下辖以下地区：
马窖社区、和社社区、海星社区、海光社区、海明社区、南山社区和凤岗社区。